# Cyphon jaloszynskii
Cyphon jaloszynskii là một loài bọ cánh cứng trong họ Scirtidae. Loài này được Ruta miêu tả khoa học năm 2004.